# بطاقة التعريف الوطنية الجزائرية البيومترية
بطاقة التعريف الوطنية الجزائرية البيومترية أو بطاقة الهوية الوطنية،هي بطاقة هوية الرسمية للمواطن الجزائري، تصدرها وزارة الداخلية الجزائرية، ويتوجب على كلّ من بلغ 16 عاما من عمره استصدارها وحملها «وتقديمها إلى السلطات فورا كلما طلب إليه ذلك للاطلاع عليها» ويعاقب القانون المخالفين.وهي ابضا بطاقة تحمل العديد من العبارات والاشارات التي تكون موثوقة من طرف الدولة الجزائرية.فنطلب من كل مواطن جزائري يبلغ من العمر 16 او فما فوق التقدم الى مقر البلدية وعمل كل الاجراءات الازمة لكي يتم استصدارها.
تحيا الجزائر...

## وصلات خارجية
- الموقع الرسمي لوزارة الداخلية الجزائرية